# Ем Калінін
Ем Калінін (справжнє ім'я — Михайло Миколайович Калінін; народ. 6 січня 1988 року, Череповець, Вологодська область, РРФСР, СРСР) — російський поет і музикант. Автор текстів, співавтор музики та вокаліст гурту «Аффинаж», а також проектів «Мистер Быдлоцыкл», «никого не люблю», «Эм(а)СПИД», «Мильён Терзаний», «КОТЭТОР». Має ряд творчих амплуа, які є складовими проектів.

## Біографія
Народився 6 січня 1988 року в місті Череповець Вологодської області. Пише з дитинства. Перші поетичні релізи відбулися в шкільні роки. У 2005 році створив поетичну брошуру «Лютики в траншее». Вірші шкільних 2004-2006 років увійшли до збірки «Пунш&Фейерверки» (2006).
Після закінчення 11 класів у 2006 році вступив в Вологодський Державний Педагогічний Університет на Відділення журналістики та теорії комунікації, переїхав до Вологди. В університетські роки створив сольний музичний проект (а)СПИД, в рамках якого випустив три альбоми: «Жертвы Искусства» (2008-2010), «И Т. Д., и Т. П.» (2011), «Не Альбом» (2012). У 2008 році став фіналістом Ілля-Премії. У січні 2009 року разом з місцевими поетами заснував в Вологді перший поетичний салон — «Новый Диоген». У 2010 році записав аудіокнигу віршів «Мне 22», створив поему «Дуал».
У 2011 році закінчив університет і переїхав в Санкт-Петербург, де живе до сих пір. Там в жовтні 2011 року разом з ще одинадцятьма молодими поетами увійшов в шорт-лист поетичної премії «Послушайте» імені Велимира Хлєбнікова. У листопаді став шана-лауреатом премії.
У 2012 році разом з Сергієм Шиляєва, з яким познайомився в 2007 році і намагався спільно грати ще в Вологді, Калінін пробує заснувати в Санкт-Петербурзі музичний колектив, на що дає собі рік: "якби цей термін пройшов безрезультатно, проект збиралися згорнути і зайнятися іншими справами". У той час продовжує писати вірші і пісні, виступати під гітару. Короткі абсурдні експресивні вірші, часто з ненормативною лексикою і навмисною акторською грою, а потім і музичні композиції відповідного напряму публікує на своєму YouTube-каналі, з якого згодом з'явився проект «Мистер Быдлоцыкл».
Після безрезультатних спроб зібрати «звичайну рок-групу» з гітаристом і барабанщиком Калінін вирішив створити акустичний дует з Шиляєвим під назвою «Я и Мёбиус едем в Шампань», перша репетиція якого відбулася 13 березня 2012 року. Через кілька місяців музиканти познайомилися з баяністом Олександром Корюковцом, а восени 2012-го — з тромбоністом Сашою Омом, які приєдналися до колективу. Квартет отримав назву «Аффинаж».

## Творчість
Ем Калінін пише музику і тексти пісень, а також вірші, які поширює в основному в інтернеті. У різний час був творцем і учасником щонайменше шести музичних проектів. Крім сольного проекту «(а) СПИД», закритого з появою групи «Аффинаж», в 2009-2011 роках існував жартівливий lo-fi дует «КОТЭТОР», який став основною передумовою до створення образу «Быдлоцыкла». А в 2013-2014 роках Калінін з Сергієм Шиляєва працював над проектом «Мильён Терзаний».
На сьогоднішній день функціонують два проекти Калініна: сатиричний проект «Мистер Быдлоцыкл» і група «Аффинаж». За шість років в останній Ем випустив п'ять повноформатних студійних альбомів, сім міні-альбомів, ряд синглів. Брав участь в саундтреку для дебютного повнометражного художнього фільму Олексія Рибіна «Скоро всё закончится». Спільно з групою «25/17» записав дві композиції для альбому «Ева едет в Вавилон». В 2017 році в рамках краудфандінг-проекту для альбому «Сделай море» видав збірку віршів - «Стихи», до якого увійшло обране за десять років (2007-2017).

## Критика та відгуки
Основний проект Ема Калініна - групу «Аффинаж» - критики сприймають більшою мірою позитивно. Музичний оглядач «Российской газеты» Олександр Алексєєв назвав колектив «лихим безбашенным праздником ритмического и гармонического непослушания», зазначивши, що якби рок народився не в Англії, а в Росії, то, напевно, відразу б став таким, як грають цю музику «Аффинаж». Ілля Зінін відніс проект до нової гітарної сцені і назвав «околофолковой группой», яка «прошла вообще под радарами музыкальной прессы», але при цьому має велику популярність серед слухачів. Про це ж пише і «Афиша Daily»: хоча в поле зору традиційних медіа колектив потрапляв рідко, це не завадило йому навербувати солідну аудиторію, відправитися гастролювати, зазвучати на радіо, в хіт-парадах. Причина тому — музика, яка об'єднує елементи міського романсу і західноєвропейського дарк-фолку. В іншому проекті — «никого не люблю»,— на думку «Афиша Daily», цікаві тексти Калініна, які повинні бути близькі підліткової аудиторії, а сам проект нагадує групу «Макулатура», проте музичну складову і манеру читання, вважають оглядачі, варто було б поліпшити. Говорячи про творчі перевтілення Калініна, Анна Рижкова з «Русского репортёра» зазначає, що в Містері БЦ (псевдонім Калініна в проекті «Мистер Быдлоцыкл») не відразу розгледиш соліста і автора текстів групи «Аффинаж», однак таке немов би роздвоєння особистості допомагає автору «отделиться от модных музыкальных течений, говорить о человеке и России вне повестки дня и категорий добра и зла».

## Дискографія

### Альбоми

##### «(а)СПИД»
- 2010 — «Жертвы искусства»
- 2011 — «и Т. Д., и Т. П.»
- 2012 — «Не альбом»

#### У складі групи «Аффинаж»
- 2013 — EP «Аффинаж»
- 2013 — EP «Дети»
- 2014 — «Я и Мёбиус едем в Шампань»
- 2014 — EP «Летаю/Расту»
- 2015 — «Русские песни»
- 2016 — «Русские песни. Послесловие»
- 2017 — EP «Мира»
- 2017 — «Сделай море»
- 2017 — Сборник «Лучшее за 5 лет»
- 2018 — «Золото»
  - EP «Ты, который нашёл»
  - EP «Комната с личными вещами»
  - EP «Чудо»

##### У складі «Мистер Быдлоцыкл»
- 2013 — Быдлоцыкл «Багетная мастерская»

2013 — Быдлоцыкл «Нырок в пирог»
- 2014 — Быдлоцыкл «Сдулся»
- 2014 — Быдлоцыкл «Зубрзвезда»
- 2015 — Быдлоцыкл EP «Любимчик»
- 2015 — Лев Печеньев feat. Быдлоцыкл «Красота»
- 2015 — Лев Печеньев feat. Быдлоцыкл «Видел и слышал»
- 2016 — Мистер Быдлоцыкл «Толстовочка»
- 2017 — Мистер Быдлоцыкл «Брак ради московской прописки»
- 2017 — МСТРБЦ «МНМЛЗМ»

##### У складі «Мильён Терзаний»
- 2014 — «либретто»

##### У складі «никого не люблю»
- 2014 — «фриссон для фригидных»
- 2014 — «доска почёта»
- 2014 — «ты сифа»
- 2015 — «том йорк»
- 2016 — «с днём рождения мищя»

#### Колаборації
- 2017 — эхопрокуренныхподъездов feat. Аффинаж «Залечь на дно в Автово»
- 2017 — 25/17 п. у. Аффинаж «Клыки»
- 2017 — 25/17 п. у. Аффинаж «Моряк»
- 2018 — omwte «плотью»
- 2018 — АнимациЯ & Аффинаж «Ошибки»

#### Студійні кавер-версії
- 2015 — Аффинаж «Нике» (кавер «Её Холодные Пальцы»)
- 2016 — Аффинаж «Сберегла» (кавер Калинов Мост, сборник «Калинов Мост. Tribute»)
- 2017 — Аффинаж «Можешь лететь» (кавер Animal ДжаZ, сборник «Шаг Вдох. Трибьют»)

#### Саундтреки
- 2017 — х/ф Алексея Рыбина «Скоро всё кончится» (песни «Нравится», «Содом и Гоморра», «Саша»)

### Відеокліпи
- 2013 — Аффинаж «Аффект»
- 2013 — Аффинаж «Саша»
- 2014 — Мильён Терзаний «Сержант»
- 2015 — Аффинаж «Нравится»
- 2015 — Аффинаж «Прыгаю-стою»
- 2015 — Аффинаж «Мечта»
- 2016 — Мистер Быдлоцыкл «Чика»
- 2017 — Мистер Быдлоцыкл «Труба (Teaser)»
- 2017 — Мистер Быдлоцыкл «Труба»
- 2018 — Аффинаж «Лучше всех»
- 2019 — Аффинаж «Ни За Что Не Скажу Тебе Прощай»
- 2019 — Аффинаж «Нью-Йорк"

### Аудіокниги
- 2010 — «Мне 22»